# 平野太吕
平野太吕（1973年7月7日—）是一位日本摄影师。

## 生平
1973年出生于日本东京都，父亲是书籍装帧设计师平野甲贺，1997年毕业于武藏野美术大学造型学部映像学科，2000年成为自由职业者，2004年结婚，同年在东京都澀谷區上原建立画廊NO.12 GALLERY。

## 展览
- 2001年『THE PORTRAIT SHOW』グループ展　New Image Art、洛杉矶。
- 2002年『都市の使い方』個展　Asanoha、 东京都。
- 2004年『ABANDONED POOLS』個展　NO.12 GALLERY、 東京。『A TO Z . 3』グループ展　NO.12 GALLERY、东京都。
- 2005年『POOL』個展　BAGGAGEHANDLERS UNION shibuya CHPT.168、東京。『POOL』個展　Sfera Exhibition、京都。柏林「CC:ROOM」画廊举办海外首展『POOL』。
- 2008年11月7日〜『POOL』個展　TORTOISE 洛杉矶

## 作品

### 摄影集
- 「POOL」（2005年、リトルモア） ISBN 4-89815-162-0
- 「ばらばら」（2007年、リトルモア） 星野源共著 ISBN 4-89815-211-2